# Liste der Nummer-eins-Hits in Österreich (1964)
Dies ist eine Liste der Nummer-eins-Hits in Österreich im Jahr 1964. Sie basiert auf den monatlichen österreichischen Singlecharts. Veröffentlichungsdatum ist jeweils der 15. eines jeden Monats. Die erste offizielle Chartauswertung für Österreich liegt vom 15. Mai 1964 vor.

## Singles
| | Liste der Nummer-eins-Hits in Österreich | Liste der Nummer-eins-Hits in Österreich | Liste der Nummer-eins-Hits in Österreich                                   | 1965 → |
| \| Zeitraum \| Wo. ges. \| Interpret \| Titel Autor(en) \| Zusätzliche Informationen \| \| (Zeitraum, Wochen auf Platz eins, Interpret, Titel, Autor[en], zusätzliche Informationen) \| \| \| \| \| \| ----------------------------------------------------------------------------------------- \| -------- \| ------------------- \| -------------------------------------------------------------------------- \| ----------------------------------------------------------------------------------------------------------------------------------------- \| \| 15. Mai 1964 – 14. Juli 1964 9 Wochen \| 9 \| Freddy \| Gib mir dein Wort Musik: Lotar Olias / Text: Walter Rothenburg \| Freddy Quinn erzielte mit seinem Lied den ersten Nummer-eins-Hit der österreichischen Geschichte. \| \| 15. Juli 1964 – 14. September 1964 9 Wochen \| 9 \| Kaplan Alfred Flury \| Lass die kleinen Dinge Alfred Flury \| – \| \| 15. September 1964 – 14. Oktober 1964 4 Wochen \| 4 \| Gigliola Cinquetti \| Non ho l’età (per amarti) Nicola Asalerno, Mario Panzeri \| – \| \| 15. Oktober 1964 – 14. November 1964 4 Wochen \| 4 \| Kaplan Alfred Flury \| Ich komm’ aus der Ferne Alfred Flury \| Für Kaplan Alfred Flury ist es bereits der zweite Nummer-eins-Hit in den österreichischen Charts sowohl im Jahre 1964 als auch insgesamt. \| \| 15. November 1964 – 14. Dezember 1964 5 Wochen \| 5 \| Bambis \| Melancholie Konrad Fuchsberger \| – \| \| 15. Dezember 1964 – 14. Februar 1965 9 Wochen \| 9 \| Freddy \| Vergangen, vergessen, vorüber Musik: Lotar Olias / Text: Walter Rothenburg \| Für Freddy Quinn ist es bereits der zweite Nummer-eins-Hit in den österreichischen Charts sowohl im Jahre 1964 als auch insgesamt. \| |                                          |                                          |                                                                            | |
| |                                          |                                          |                                                                            | → 1965 → |
| Zeitraum | Wo. ges.                                 | Interpret                                | Titel Autor(en)                                                            | Zusätzliche Informationen |
| (Zeitraum, Wochen auf Platz eins, Interpret, Titel, Autor[en], zusätzliche Informationen) |                                          |                                          |                                                                            | |
| 15. Mai 1964 – 14. Juli 1964 9 Wochen | 9                                        | Freddy                                   | Gib mir dein Wort Musik: Lotar Olias / Text: Walter Rothenburg             | Freddy Quinn erzielte mit seinem Lied den ersten Nummer-eins-Hit der österreichischen Geschichte.                                         |
| 15. Juli 1964 – 14. September 1964 9 Wochen | 9                                        | Kaplan Alfred Flury                      | Lass die kleinen Dinge Alfred Flury                                        | – |
| 15. September 1964 – 14. Oktober 1964 4 Wochen | 4                                        | Gigliola Cinquetti                       | Non ho l’età (per amarti) Nicola Asalerno, Mario Panzeri                   | – |
| 15. Oktober 1964 – 14. November 1964 4 Wochen | 4                                        | Kaplan Alfred Flury                      | Ich komm’ aus der Ferne Alfred Flury                                       | Für Kaplan Alfred Flury ist es bereits der zweite Nummer-eins-Hit in den österreichischen Charts sowohl im Jahre 1964 als auch insgesamt. |
| 15. November 1964 – 14. Dezember 1964 5 Wochen | 5                                        | Bambis                                   | Melancholie Konrad Fuchsberger                                             | – |
| 15. Dezember 1964 – 14. Februar 1965 9 Wochen | 9                                        | Freddy                                   | Vergangen, vergessen, vorüber Musik: Lotar Olias / Text: Walter Rothenburg | Für Freddy Quinn ist es bereits der zweite Nummer-eins-Hit in den österreichischen Charts sowohl im Jahre 1964 als auch insgesamt.        |